# Богданов Григорій Савелійович
Григорій Савелійович Богданов (? — листопад 1972, місто Львів) — український радянський партійний діяч, секретар Дрогобицького обласного комітету КП(б)У.

## Біографія
Член ВКП(б).
Під час німецько-радянської війни перебував у евакуації.
У 1944 (затверджений в квітні 1945) — 1945 роках — заступник завідувача відділу пропаганди і агітації Ровенського обласного комітету КП(б)У.
До жовтня 1945 року — слухач курсів обласних партійних працівників Республіканської партійної школи при ЦК КП(б)У в Києві. 
У жовтні 1945 — лютому 1948 року — секретар Дрогобицького обласного комітету КП(б)У із пропаганди та агітації. Знятий із посади «як такий, що скомпроментував себе».
Потім працював на відповідальній роботі в Львівській обласній спілці споживчої кооперації (облспоживспілці).
Помер на початку листопада 1972 року в місті Львові.

## Нагороди
- орден «Знак Пошани»
- медалі